# David Ford (piragüista)
David Watson Ford (Edmonton, 23 de marzo de 1967) es un deportista canadiense que compitió en piragüismo en la modalidad de eslalon. Ganó dos medallas en el Campeonato Mundial de Piragüismo en Eslalon, oro en 1999 y plata en 2003.

## Palmarés internacional
| Campeonato Mundial | Campeonato Mundial    | Campeonato Mundial | Campeonato Mundial |
| Año                | Lugar                 | Medalla            | Competición        |
| ------------------ | --------------------- | ------------------ | ------------------ |
| 1999               | Seo de Urgel (España) | Medalla de oro     | K1 individual      |
| 2003               | Augsburgo (Alemania)  | Medalla de plata   | K1 individual      |